# Echus Fossae
Le Echus Fossae sono una struttura geologica della superficie di Marte.